# John Howard (Schauspieler, 1913)

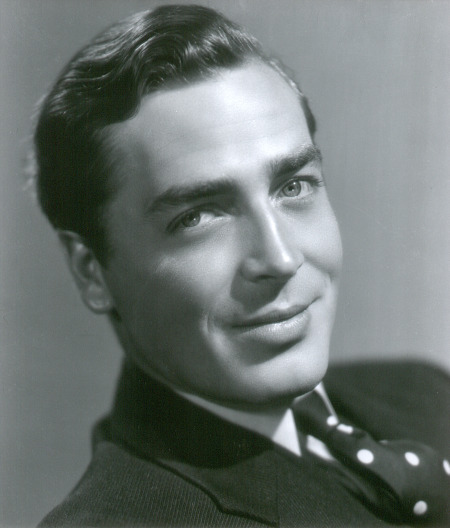
John Howard

John Howard (* 14. April 1913 in Cleveland, Ohio als John R. Cox Jr.; † 19. Februar 1995 in Santa Rosa, Kalifornien) war ein US-amerikanischer Schauspieler. Insgesamt hatte er rund 115 Film- und Fernsehauftritte zwischen 1934 und 1978.

## Leben und Karriere
Geboren in Cleveland, studierte John Howard zunächst an der dortigen Case Western Reserve University. Nach seinem Abschluss mit exzellenten Noten bekam er eine Position bei einer lokalen Radiostation und stand auch nebenbei mit Amateurtheatern auf der Bühne. Bei einer dieser Aufführungen wurde er von einem Agenten von Paramount Pictures entdeckt und unter Studiovertrag genommen.
Nach einer kleinen Rolle als Liftboy in seinem Filmdebüt One Hour Late (1934) stieg Howard schon bald zu einem beliebten und vielversprechenden Filmdarsteller auf. Ab 1937 spielte er siebenmal die Hauptrolle des Abenteurers und Detektives Bulldog Drummond in der gleichnamigen B-Filmreihe, die es auch in Deutschland ins Kino und später ins Fernsehen schaffte. Während er in solchen B-Filmen meist als Hauptdarsteller wirkte, war er in größeren Filmen meist auf Nebenrollen beschränkt – etwa als Ronald Colmans Bruder in Frank Capras Drama In den Fesseln von Shangri-La (1937) sowie als Katharine Hepburns spröder Verlobter George Kittredge in George Cukors oscarprämierter Liebeskomödie Die Nacht vor der Hochzeit (1940).
Ab 1942 war Howard im Zweiten Weltkrieg, für seinen Einsatz erhielt er das Navy Cross sowie das französische Croix de guerre. Als Howard nach fünf Jahren Abstinenz jedoch zum Filmgeschäft zurückkehrte, konnte er nicht mehr an frühere Erfolge anknüpfen und musste sich mit unbedeutenden Projekten begnügen. In den 1950er-Jahren drehte er kaum noch Filme, stattdessen verlegte er sich auf Rollen im Fernsehen und beim Theater. In dem Broadway-Komödienhit Hazel Flagg spielte er 1953 in der männlichen Hauptrolle einen Reporter. Im Fernsehen hatte er mehrere Serien-Hauptrollen, darunter in der Fernseh-Arztserie Dr. Hudson's Secret Journal, von der zwischen 1955 und 1957 insgesamt 78 Folgen gedreht wurden.
Später unterrichtete Howard an der kalifornischen Highland Hall Waldorf School für über 20 Jahre die Fächer Englisch und Drama. Er blieb allerdings nebenberuflich weiterhin als Schauspieler tätig. In den 1960er-Jahren war er an der Seite seines Freundes Fred MacMurray wiederkehrend in dessen Sitcom Meine drei Söhne zu sehen. Seine letzten Rollen hatte Howard 1978 in zwei Folgen Detektiv Rockford – Anruf genügt und 1979 in dem B-Movie My Boys Are Good Boys. Insgesamt umfasst sein filmisches Schaffen mehr als 115 Film- und Fernsehproduktionen.
John Howard war verheiratet mit der aus Deutschland stammenden Eva Rolf, einem ehemaligen Mitglied des Staatsballett Berlin. Sie begegneten sich 1953, als er in einem Stück am Broadway mitspielte. Gemeinsam hatten sie vier Kinder. Er starb 1995 im Alter von 81 Jahren an einem Herzinfarkt. Für seine Filmarbeit erhielt er einen Stern auf dem Hollywood Walk of Fame.

## Filmografie (Auswahl)
- 1934: One Hour Late
- 1935: Polizeiauto 99 (Car 99)
- 1935: Sein letztes Kommando (Annapolis Farewell)
- 1936: Die zweite Mutter (Valiant Is the Word for Carrie)
- 1937: In den Fesseln von Shangri-La (Lost Horizon)
- 1937: Die Rache der schwarzen Witwe (Bulldog Drummond Comes Back)
- 1937: Scotland Yard greift ein! (Bulldog Drummonds Revenge)
- 1937: Hitting a New High
- 1938: Bulldog Drummond: Der künstliche Diamant (Bulldog Drummond's Peril)
- 1938: Bulldog Drummond – Abenteuer in Afrika (Bulldog Drummond in Africa)
- 1939: Scotland Yard erlässt Haftbefehl (Arrest Bulldog Drummond)
- 1939: Scotland Yard blamiert sich (Bulldog Drummond's Secret Police)
- 1939: Bulldog Drummond: Hochzeit auf Knall und Fall (Bulldog Drummond's Bride)
- 1939: What a Life
- 1940: Die grüne Hölle (Green Hell)
- 1940: Die Nacht vor der Hochzeit (The Philadelphia Story)
- 1940: The Texas Rangers Ride Again
- 1940: The Mad Doctor
- 1940: Die unsichtbare Frau (The Invisible Woman)
- 1941: Father Takes a Wife
- 1942: Isle of Missing Men
- 1942: Das unsterbliche Monster (The Undying Monster)
- 1947: Love from a Stranger
- 1947–1951: Public Prosecutor (Fernsehserie, 17 Folgen)
- 1949: In letzter Sekunde (The Fighting Kentuckian)
- 1950: Radar-Geheimpolizei (Radar Secret Service)
- 1950: Experiment Alcatraz
- 1952: Models Inc.
- 1954: Beeil dich zu leben (Make Haste to Live)
- 1954: Es wird immer wieder Tag (The High and the Mighty)
- 1955–1957: Dr. Hudson's Secret Journal (Fernsehserie, 50 Folgen)
- 1958: Adventures of the Sea Hawk (Fernsehserie, 26 Folgen)
- 1960: Menschen im Weltraum (Men Into Space, Fernsehserie, Folge 1x18)
- 1960: Cheyenne (Fernsehserie, Folge 4x13)
- 1960/1961: 77 Sunset Strip (Fernsehserie, 2 Folgen)
- 1961: Bronco (Fernsehserie, Folge 4x02)
- 1962: Tausend Meilen Staub (Rawhide, Fernsehserie, Folge 4x14)
- 1962–1964: Perry Mason (Fernsehserie, 4 Folgen)
- 1964–1967: Meine drei Söhne (My Three Sons, Fernsehserie, 14 Folgen)
- 1966: Der Schrecken aus der Meerestiefe (Destination Inner Space)
- 1967: Lieber Onkel Bill (Family Affair, Fernsehserie, Folge 2x14)
- 1969: Mannix (Fernsehserie, Folge 3x05 Tod um Mitternacht)
- 1970–1971: Zeit der Sehnsucht (Days of Our Lives, Fernsehserie, 37 Folgen)
- 1971/1972: Drei Mädchen und drei Jungen (The Brady Bunch, Fernsehserie, 2 Folgen)
- 1972: Kobra, übernehmen Sie (Mission: Impossible, Fernsehserie, Folge 6x18)
- 1972: Der Weg der Verdammten (Buck and the Preacher)
- 1973/1974: The New Perry Mason (Fernsehserie, 2 Folgen)
- 1974: So Evil, My Sister
- 1974, 1977: Make-up und Pistolen (Police Woman, Fernsehserie, 2 Folgen)
- 1975: Capone
- 1976: Unsere kleine Farm (Little House on the Prairie, Fernsehserie, Folge 2x14)
- 1977: Wonder Woman (Fernsehserie, Folge 1x08 Wotan, der Superagent)
- 1978: Detektiv Rockford – Anruf genügt (The Rockford Files, Fernsehserie, Folge 5x09)
- 1979: My Boys Are Good Boys